# USS John W. Thomason (DD-760)
O USS John W. Thomason (DD-760) foi um Destroyer norte-americano que serviria na Segunda Guerra Mundial, mas a sua construção foi completada após o término do conflito.

## Comandantes
| Comandante      | Data            |
| --------------- | --------------- |
| Cdr. W. L. Tagg | 11 Oct 1945 -?? |